# Munderkingen
Munderkingen (phát âmⓘ) là thị trấn nhỏ nhất nằm trong huyện Alb-Donau, bang Baden-Württemberg ở Đức. Nơi đây nằm bên bờ sông Danube, cách Ehingen 9 km và Ulm 31 km vể phía tây nam.